# Antisympathotonikum
Antisympathotonika sind Wirkstoffe, die den Sympathikotonus, sprich die Aktivität des sympathischen Nervensystems, herabsetzen.
Aufgrund ihrer damit einhergehenden blutdrucksenkenden Wirkung werden sie hauptsächlich als Antihypertonika eingesetzt, wobei sie aufgrund ihrer schlechten Verträglichkeit allerdings heutzutage nicht mehr als Mittel der Wahl anzusehen sind. Historisch waren sie jedoch die erste Möglichkeit zur effektiven Bluthochdrucktherapie in der Humanmedizin. In der Tiermedizin waren sie dagegen schon immer ohne praktische Bedeutung.

Insgesamt ist es aber im Jahr 2005 wieder zu einem leichten Anstieg der ärztlichen Verordnungen von Antisympathotonika gekommen: Gegenüber dem Vorjahr stieg die Verschreibung um 8,8 % auf 215,5 Millionen DDD an. Zugpferd war hier vor allem Moxonidin mit einem Zuwachs von 16,9 %, das den derzeit (2006) dominierenden Wirkstoff der ansonsten recht anachronistischen Arzneimittelgruppe darstellt.

## Geschichte
Die Wirkung von α-Methyldopa wurde zum ersten Mal 1960 von John Alexander Oates nachgewiesen. Bestätigt wurde diese auch durch Vergleichsstudien mit anderen etablierten Antihypertensiva.
Die Wirkung von Clonidin dahingegen wurde zufällig von Helmut Stähle entdeckt. Dieser forschte in den 1960er Jahren an einem Mittel gegen Schnupfen. Hierfür verwendete er den Wirkstoff ST 155, der aus Imidazolin synthetisiert wird. Bei Nachforschungen erkannte Stähle allerdings hauptsächlich eine antihypertensive Wirkung. Heutzutage ist Clonidin als Catapresan auf dem deutschen Markt erhältlich. Aufgrund von Nebenwirkungen wurde das weniger gefährliche, mit Clonidin verwandte Moxonidin entwickelt. Seit 1991 wird es unter dem Namen Cynt verkauft.
Reserpin hingegen wurde schon historisch in Ostasien zur Heilung von verschiedenen Krankheiten verwendet. Die antihypertensive und antipsychotische Wirkung entdeckten Katrick Chandra, Bose und Bakil. Guanethidin entwickelte 1957/58 R. P. Mull.

## Wirkmechanismus
Es gibt drei wichtige pharmakologische Mechanismen zur Verringerung des Sympathikotonus, welche alle auf die Verminderung der präsynaptischen Freisetzung des Botenstoffs Noradrenalin hinauslaufen:
1. Die Wiederaufnahme von Noradrenalin in die Vesikel der präsynaptischen sympathischen Nervenendigungen wird gehemmt, der Noradrenalinspeicher wird „entspeichert“. Ein Medikament, das sich dieser Funktionsweise bedient, ist Reserpin.
2. Die Noradrenalinfreisetzung aus den Nervenendigungen wird vermindert. Nach dieser Methode wirkt etwa Guanethidin.
3. Zentrale α2-Adrenozeptoren mit hemmender Wirkung auf die Transmitterfreisetzung werden aktiviert. Dieser Wirkmechanismus wird beispielsweise von Clonidin und wohl auch von Methyldopa vertreten.

Die Senkung des Sympathikotonus erfolgt also indirekt über die Minderung der Noradrenalinfreisetzung, indem durch diese die Stimulation der postsynaptischen Adrenozeptoren verringert wird.

## Probleme mit Antisympathotonika
In der Praxis ist die Anwendung von Antisympathotonika durch eine sehr schlechte Verträglichkeit stark eingeschränkt. Aufgrund ihrer Nebenwirkungen sollten sie nicht zur antihypertensiven Primärtherapie verwandt werden. Am ehesten sind sie für den Einsatz im Rahmen einer Kombinationstherapie geeignet. Die genauen Nebenwirkungen variieren dabei von Pharmakon zu Pharmakon.
Bei einem Sick-Sinus-Syndrom, einer Bradykardie oder einem AV-Block zweiten oder dritten Grades sowie bei Depressionen oder Leberinsuffizienz sind Antisympathotonika kontraindiziert.